# إيرني فيليبس
إيرني فيليبس (بالإنجليزية: Ernie Phillips)‏ (29 نوفمبر 1923 في المملكة المتحدة - 10 يناير 2004 بيورك في المملكة المتحدة) هو لاعب كرة قدم بريطاني (وحمل سابقاً جنسية المملكة المتحدة لبريطانيا العظمى وأيرلندا) في مركز الدفاع. لعب مع مانشستر سيتي ونادي يورك سيتي وهال سيتي ونادي أشينغتون ‏.

## وصلات خارجية
- إيرني فيليبس على موقع قاعدة بيانات كرة القدم.إي يو (الإنجليزية)